# Doom (1993)
Doom (englisch für „Verhängnis, Verderben, Verdammnis, Untergang“ oder „böses Schicksal“) ist ein Ego-Shooter und das erste Spiel der gleichnamigen Reihe. Es wurde am 10. Dezember 1993 von id Software für das Betriebssystem MS-DOS veröffentlicht. Der Spieler steuert darin einen Soldaten, später inoffiziell als Doomguy bezeichnet, der nach einem gescheiterten Forschungsexperiment zunächst auf den Marsmonden, schließlich in der Hölle in einzelnen Leveln Horden von Monstern bekämpfen muss, die als Dämonen oder Zombies gestaltet sind. Das Spiel verwendet eine frühe 3D-Grafik für seine Gebäude zusammen mit 2D-Grafiken seiner Gegner und Gegenstände und wird deshalb auch als 2,5D-Spiel bezeichnet.
Doom ist das fünfte von id Software entwickelte 3D-Spiel, das nach deren Beendigung der Commander-Keen-Reihe (1990–1991) und Veröffentlichung von Wolfenstein 3D (1992) erschien. John Carmack begann im Juni 1992 mit der Weiterentwicklung der Wolfenstein-3D-Engine, musste dann aber für Doom eine neue Engine mit einer anderen Architektur entwickeln. Im November stand das Thema einer feindlichen Invasion und der Einsatz von Techniken aus dem Horrorfilm fest. Tom Hall arbeitete daraufhin eine elaborierte Handlung und Charaktere aus, während für John Romero allein eine schnelle Schießaction und ein finsteres Ambiente im Vordergrund standen. Dies führte dazu, dass Tom Hall aus id Software entlassen und durch Sandy Petersen ersetzt wurde, der zusammen mit John Romero das Leveldesign übernahm. Doom wurde bestehend aus drei Episoden als Shareware veröffentlicht, indem die erste Episode kostenlos gespielt und die restlichen direkt bei id Software gekauft werden konnten. Im Jahr 1995 erschien Doom mit einer zusätzlichen Episode als The Ultimate Doom in Geschäften im Vertrieb von GT Interactive.
Doom gilt als kommerzieller Erfolg mit einem geschätzten Umsatz von 5,6 Millionen US$ im ersten Jahr nach seiner Veröffentlichung und als Meilenstein bei den Computerspielen. Das Spiel etablierte das Gameplay des Ego-Shooters endgültig, unterstrich den kulturellen Status von Unterhaltungssoftware und rief zahlreiche Nachahmer auf den Plan. Zudem weist es eine fortwährende Aufnahme in Bestenlisten über drei Jahrzehnte auf und etablierte eine Community, die Modifikationen seines Spielinhalts erstellt und Speedrunning betreibt. Auch das jederzeit geografisch verteilte Spielen gegeneinander oder miteinander wurde mit ihm populär. Seine Gewaltdarstellung führte zu Kontroversen wie seine Indizierung in Deutschland ab Mai 1994 bis zum August 2011, als es nach einer Neuprüfung wieder von der Liste für jugendgefährdende Medien gestrichen wurde und eine Altersfreigabe der Unterhaltungssoftware Selbstkontrolle erhielt. Im Laufe der Jahre wurden zahlreiche offizielle und inoffizielle Portierungen von Doom auf andere Plattformen erstellt. Im Jahr 1994 erschien sein Nachfolger Doom II: Hell on Earth. Es folgten weitere Spiele der Reihe wie Doom 64 (1997), Doom 3 (2004), Doom (2016) und Doom Eternal (2020).

## Spielbeschreibung

### Hintergrundgeschichte
Die von der Union Aerospace Corporation (UAC) durchgeführten Teleportationsexperimente auf den beiden Marsmonden Phobos und Deimos öffnen ungewollt ein Portal zur Hölle. Dämonen besetzen daraufhin die Forschungseinrichtungen und die Mitarbeiter werden getötet oder in Zombies verwandelt. Der Spieler schlüpft in die Rolle eines Space Marines – später inoffiziell als Doomguy bezeichnet –, der sich zu Beginn des Spiels nur mit einer Pistole bewaffnet auf dem Mond Phobos befindet. Im weiteren Verlauf kommen zum Waffenarsenal Kettensäge, Schrotflinte, Raketenwerfer, Gatling, Plasmagewehr sowie die fiktive BFG 9000 (laut dem Konzeptdokument DOOM Bible die Abkürzung für Big Fucking Gun, oder Bio Force Gun im Doom-Film) hinzu. Nachdem der Spieler das experimentelle Portal auf Phobos erreicht hat, teleportiert er sich nach Deimos. Dieser zweite Marsmond befindet sich jedoch nicht mehr in der Umlaufbahn des Planeten, sondern am Rand zur Hölle. Nachdem er auch die dortigen Einrichtungen von den Dämonen befreit hat, begibt sich der Spieler nun in die Hölle selbst, um den Urheber der dämonischen Invasion zu finden und zu vernichten.

### Spielprinzip
Der Spieler steuert seine Spielfigur aus der Egoperspektive frei durch eine festgelegte Abfolge von Leveln. Diese sind in drei thematisch aufeinanderfolgende Episoden aufgegliedert (Knee-Deep in the Dead, The Shores of Hell, Inferno), die jeweils unabhängig voneinander vom Startmenü aus anwählbar sind. Ziel des Spiels ist es, alle Level zu absolvieren. Dazu müssen in den oft labyrinthartig verschachtelten Leveln die jeweiligen Ausgänge gefunden und angreifende Monster getötet werden. Die als Zombies und Dämonen gestalteten Monster verfügen über ein einfaches Verhalten: ein Monster wartet, bis es eine Spielfigur sieht oder hört. Tritt dieser Fall ein, bewegt es sich auf die Spielfigur zu und kann dabei diese abhängig vom Typ des Monsters mit einer Fernwaffe oder im Nahkampf angreifen. Wird ein Monster getroffen, verschlechtert sich sein Gesundheitszustand, bis es außer Gefecht gesetzt ist. Bei Friendly Fire greift ein Monster unter Umständen den Verursacher an.
Zu Beginn jeder Episode verfügt der Spieler lediglich über eine Pistole und seine Fäuste. Im weiteren Spielverlauf sammelt er stärkere Waffen sowie andere nützliche Gegenstände auf, indem er über sie hinwegläuft. Die insgesamt sieben dem Spieler zur Verfügung stehenden Waffen müssen unter Berücksichtigung des Gegners, der Umgebung und des Munitionsverbrauchs eingesetzt werden. Somit hat der Waffeneinsatz einen signifikanten Einfluss auf die Taktik und Strategie des Spiels. Alle aufgenommenen Waffen bleiben bis zum Ende der Episode im Inventar des Spielers und können beliebig gewählt werden. Anders als im Vorgängerspiel Wolfenstein 3D gibt es keine Einheitsmunition mehr, sondern verschiedene Munitionstypen (Kugeln, Schrotpatronen, Raketen, Energiezellen) für einzelne Waffengruppen.
Zu den neben den Waffen in der Spielumgebung verteilten Gegenständen gehören lichtverstärkende Brillen und elektronische Karten, welche den Level vollständig zeigen. Ohne sie sieht der Spieler nur die von der Spielfigur erkundeten Teile des aktuellen Levels. Außerdem sind Gegenstände vorhanden, die heilen, schützen und übernatürliche Kräfte verleihen. Dazu zählen beispielsweise Verbandkästen zur Auffrischung der Lebensenergie, panzernde Westen sowie Artefakte, die für eine Minute die Spielfigur unbesiegbar machen und deren Kampfkraft erhöhen.
Mithilfe einer bestimmten Tastenfunktion (Use Key) kann der Spieler Türen öffnen und Schalter benutzen, die meistens andere Türen entriegeln oder Hebebrücken aktivieren. Zusätzlich gibt es farbig markierte Sicherheitstüren, für die in einem anderen Bereich des Levels entsprechende Schlüssel gefunden werden müssen. Mithilfe dieser einfachen Schlüssel- und Schalterrätselaufgaben sind die meisten Level in verschiedene, anfänglich teils unzugängliche Bereiche untergliedert. Wenn sich der Spieler zu allen notwendigen Bereichen Zugang verschafft und sie durchquert hat, gelangt er zum Ausgang in den nächsten Level. Zusätzlich lassen sich verborgene Bereiche entdecken (Secret Areas) sowie pro Episode je ein zweiter versteckter Ausgang, der in einen Geheimlevel führt.
Mit dieser Kombination aus Kampf, Erkundung der Umgebung und Lösen einfacher Rätselaufgaben etablierte Doom in den 1990er-Jahren die Grundstruktur für das Gameplay des klassischen Ego-Shooters.
Das Spiel bietet fünf Schwierigkeitsgrade, die für jeden Level die Anzahl und Arten der Monster, deren Kampfkraft sowie die Verteilung der Waffen und Gegenstände, insbesondere die zur Verfügung stehende Munition, bestimmen. Im höchsten Schwierigkeitsgrad Nightmare agieren die Monster schneller, von ihnen abgefeuerte magische Objekte besitzen eine höhere Geschwindigkeit und getötete Monster werden nach einer Zeit wiederbelebt. Als Ausgleich dafür erhält der Spieler mehr Munition.
Doom besitzt außerdem einen Mehrspieler-Modus, in dem der Spieler gegen bis zu drei weitere Spieler über ein Netzwerk antreten (Deathmatch) beziehungsweise im Team agieren kann, was maßgeblich zur Beliebtheit des Spiels beitrug.

## Entstehungsgeschichte

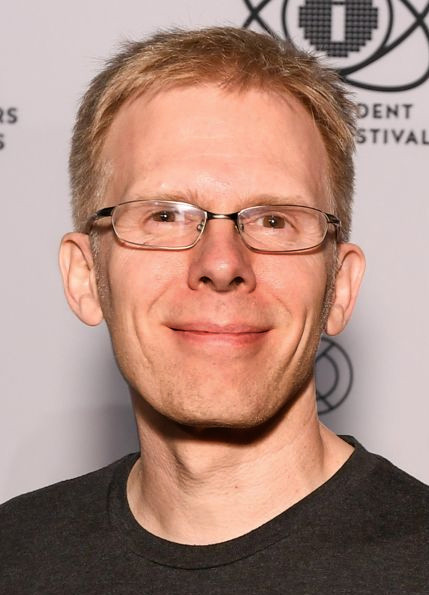
John Carmack 2017

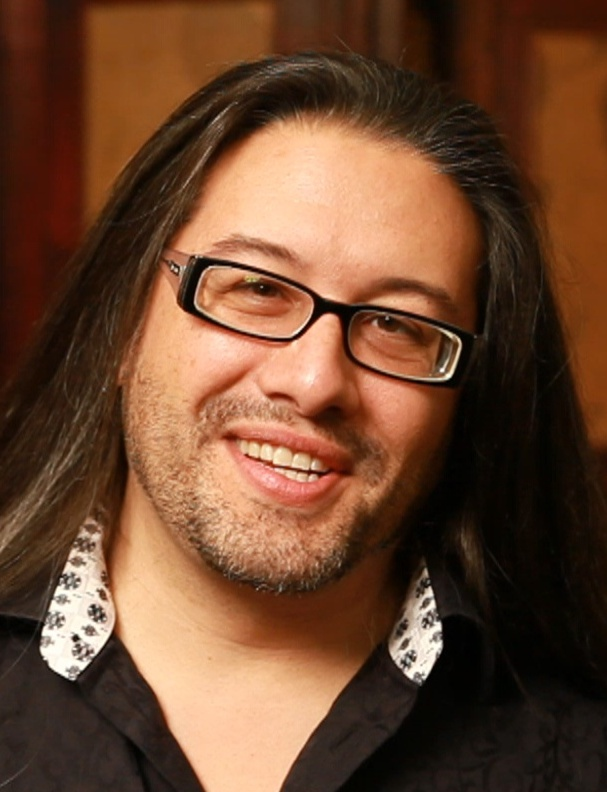
John Romero 2012

### Idee und Konzept
Nachdem id Software Anfang 1992 die Arbeit an der Commander-Keen-Reihe aufgrund mangelnder Perspektive abgebrochen und anschließend bis zum Juni 1992 Wolfenstein 3D fertiggestellt hatte, begann Mitbegründer John Carmack an einer Weiterentwicklung der Wolfenstein-3D-Engine zu arbeiten, um deren Eignung für das nächste Spiel von id Software zu evaluieren. Die übrigen Mitglieder von id Software starteten mit der Erstellung des Wolfenstein-3D-Nachfolgers Spear of Destiny basierend auf der Wolfenstein-3D-Engine. Spear of Destiny wurde ab Anfang September 1992 in Geschäften angeboten. Das Ergebnis der Entwicklungsarbeit von Carmack war eine Engine, die von Raven Software für deren Spiel ShadowCaster lizenziert wurde. Allerdings hielten die Mitglieder von id Software diese Engine für deren nächstes 3D-Spiel für ungeeignet, woraufhin Carmack sich mit der Entwicklung der Architektur einer neuen Engine befasste.
Im November kündigte id Software seine Geschäftsbeziehung mit Apogee Software, da diese die Frist hatten verstreichen lassen, ihre Bestellabwicklung für Spiele von id Software maßgeblich zu verbessern. Die Bestellabwicklung für Doom würde id Software selbst übernehmen. Auch bezog in diesem Monat id Software zum ersten Mal Geschäftsräume im Town East Tower und stellte Donna Jackson als Teamassistentin ein, die anschließend den Spitznamen „id mom“ erhielt.
Des Weiteren begannen die Gründer und Mitarbeiter von id Software nach einem Thema für deren fünftes 3D-Spiel nach Hovertank One, Catacomb 3-D, Wolfenstein 3D und Spear of Destiny zu suchen. John Carmack brachte hierzu die im Anschluss akzeptierte Idee ins Spiel, dass sich in der Zukunft ein Portal zur Hölle geöffnet hätte und Dämonen durch dieses auf eine Forschungsstation gelangten. Er hätte sich hierbei von der von ihm erfundenen Geschichte für das Dungeons-&-Dragons-Spiel inspirieren lassen, das die Gründer von id Software zuvor gespielt hatten. Zudem schlug er als Spielnamen Doom vor, nachdem er den Spielfilm Die Farbe des Geldes gesehen hatte. In diesem antwortet der Schauspieler Tom Cruise – einen Poolbillard-Zocker spielend – auf die Frage, was in seinem Billiardstockkoffer sei: „Hier drin? Doom.“

### Design
Nach einer Folge von Besprechungen begann id-Software-Mitbegründer Tom Hall die DOOM Bible zu verfassen, die er Ende November als 78-seitiges Designdokument fertigstellte. Aus der Sicht von id-Software-Mitbegründer John Romero habe das Dokument zu viel an Hintergrundgeschichte und Charakterbeschreibungen enthalten und einen zu ausgeklügelten Spannungsbogen erzeugen wollen. Romero schwebte eine Erweiterung des Horrors, der Anspannung und Gewalt von Wolfenstein 3D vor. Er sah den Spielspaß bei einem Ego-Shooter in der schnellen Schießaction, mit der der Spieler überleben muss. John Carmack verglich die Hintergrundgeschichte eines Ego-Shooters mit der eines Pornofilms: erwartet, aber unnötig.
Da bis dato mehr oder weniger die von John Carmack entwickelten Spiel-Engines das Spieldesign und -geschehen diktiert hatten, wollte John Romero die Entwicklung der nächsten Spiel-Engine ebenso an Designanforderungen ausrichten. Hierzu formulierte er Ende 1992 ein Leitbild:

“We need to make this game the best thing we can imagine playing. We have to think of all the amazing things we’ve never been able to do and put them in this game.”

„Wir müssen es schaffen, dieses Spiel zum besten zu machen, das wir uns vorstellen können zu spielen. Wir müssen an all die bestaunenswerten Dinge denken, die wir bisher nie machen konnten und sie in dieses Spiel packen.“

Die daraus abgeleitete Anforderungsliste an das Spiel umfasste unter anderem mehr Texturen und bessere Waffen als in vorherigen Spielen von id Software; eine sich ändernde Beleuchtung, insbesondere Licht und Schatten wie bei einem Horrorfilm; Videos zwischen den Actionphasen; die Aufzeichnung von Tastatureingaben zur späteren Wiedergabe des Spielgeschehens; einen Mehrspielermodus, kooperativ oder gegeneinander; Geräusche von Gegnern, die vom Spieler nicht gesehen werden; geheime Bereiche in einem Level; Wände, die in jedem Winkel aufeinander treffen können; eine animierte Spielumgebung; ein schnelles Spielgeschehen, so dass die Steuerung der Spielfigur vom Spieler beherrscht werden muss sowie die Möglichkeit, den Spielinhalt zu modifizieren. In einer von Tom Hall Anfang Dezember verfassten Pressemitteilung machte id Software die geplanten Anforderungen an Doom öffentlich. Einige der erwähnten Anforderungen wie eine einzige, kontinuierliche Spielwelt, ein Head-Up-Display im Helm der Spielfigur und die anfängliche Wahl für den Spieler zwischen vier Soldaten wurden später verworfen.

### Entwicklung
Die Entwicklung startete im Januar 1993 auf NeXT-Rechnern. John Carmack war für die Spiel-Engine, John Romero für den neuen Leveleditor DoomEd zuständig. Mittels DoomEd wurden die Gebäude entworfen als auch Gegner, Waffen und Munition platziert. Ende Januar waren erste Versionen der Spiel-Engine und des Leveleditors lauffähig. Anfang Februar begann John Romero zusätzlich mit dem Design von Leveln, da Tom Hall als kreativer Richtungsgeber mit seinem Leveldesign nicht mehr der von seinen Kollegen gewünschten Ästhetik von Doom folgen konnte, die zusammengefasst aus Blut, Angst und schneller Action bestand.

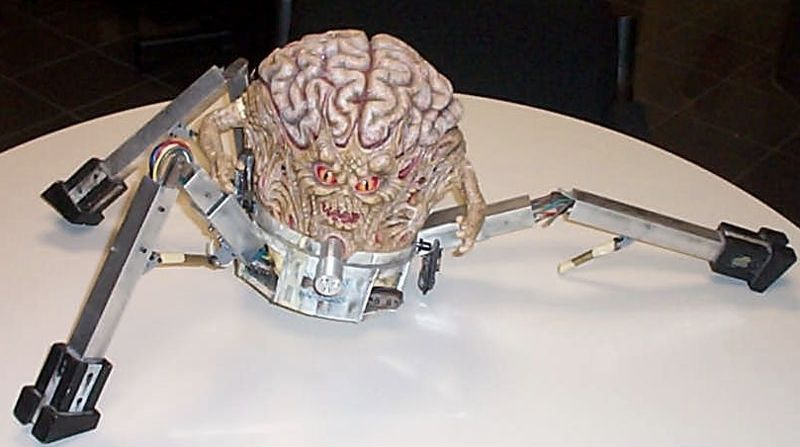
Modell des Endgegners Spider Mastermind. Entworfen von Gregor Punchatz

Mitbegründer von id Software Adrian Carmack und Kevin Cloud erstellten die 2D-Grafiken (Sprites) für die Monster und Waffen von Doom. Da jede Pose eines Monsters für acht Betrachtungsrichtungen vorliegen muss, wurden einige der Monster mithilfe von Ton auf justierbaren Mannequins modelliert und anschließend mit einer Videokamera abfotografiert, woraufhin die Fotos digital in einem NeXT-Rechner vorlagen und anschließend in das von der Doom-Engine benötigte Format konvertiert wurden. Problematisch war, dass der Ton beim Justieren eines Mannequins für eine andere Pose brüchig wurde und ausgebessert werden musste. Weiterhin wurde Gregor Punchatz mit der Herstellung einiger justierbarer Monster beauftragt, da er dies bereits für Hollywood-Produktionen gemacht hatte. Einige Grafiken der Waffen in Doom basieren auf digitalen Fotos von Spielzeugwaffen; auch eine Kettensäge stand Modell.
Im März 1993 musste die Entwicklung von Doom unterbrochen werden, da der mit der Portierung von Wolfenstein 3D für die SNES-Spielkonsole beauftragte externe Entwickler bis zu diesem Zeitpunkt nichts vorzuweisen hatte und id Software die Portierung nun selbst übernahm. Hierbei ersetzte John Carmack das Raycasting von Wolfenstein 3D durch eine von Polygonen ausgehende Abbildung der 3D-Umgebung, die mit Binary Space Partitioning (BSP) optimiert wird. Die hierdurch gewonnenen Erkenntnisse flossen in die Entwicklung des BSP für die Doom-Engine ein, da diese zuvor Performance-Probleme bei einem komplexen Level gezeigt hatte. Nach drei Wochen war die Portierung abgeschlossen.
Ende März präsentierte Don Ivan Punchatz, Vater von Gregor Punchatz, das DOOM-Logo, mit dessen Erstellung er beauftragt worden war. Als Vorlage für die Gestaltung des Bildes zum Bedrucken der Verkaufsschachtel des Spiels fotografierte er zudem John Romero, als Doomguy posierend, zusammen mit einem Modell. John Romero übernahm das Posieren, nachdem er mit den Posen des Modells als Doomguy nicht zufrieden war.
Positives externes Feedback während der Entwicklung kam von den beiden Beta-Testern Charlie Davis und Doug Howell. Auch fand im Juni 1993 die einzige Vorschau auf das Spiel durch Chris Lombardi statt, der das Spiel anschließend in der Juli-Ausgabe der US-amerikanischen Spielezeitschrift Computer Gaming World als einen Weitsprung nach vorne beschrieb.
Im Mai 1993 schloss John Romero die Entwicklung des Leveleditors DoomEd ab und widmete sich anschließend dem Design der Level. Die Mitglieder von id Software waren mit den bisherigen bunkerartigen Leveldesigns von Tom Hall nicht einverstanden, sondern unterstützten den von John Romero gewünschten „abstrakten“ Designstil. Dieser ist nicht unbedingt wirklichkeitsnah und zeichnet sich durch Kontrast bei der Beleuchtung, der Geometrie der Räume sowie des Spielablaufs aus. Dies führte dazu, dass Tom Hall im Sommer 1993 von seinen Mitbegründern aus id Software entlassen wurde und seinen Unternehmensanteil an die verbliebenen Gründer verkaufen musste. Die von ihm verfasste DOOM Bible spielte alsdann keine Rolle mehr bei der Gestaltung von Doom.
Im August stellte id Software als einen weiteren Entwickler Dave Taylor mit der Aufgabe ein, die Anzeigen zwischen den Actionphasen, die Menüs und die Automap zu programmieren. Außerdem wurde Sandy Petersen als zusätzlicher Leveldesigner eingestellt und bekam von John Romero dessen Leveldesignregeln mitgeteilt. Diese besagen insbesondere, dass ein Level nicht in eine monotone Schleife beim Spielgeschehen ausarten sowie nicht den Anschein einer älteren Technologie vermitteln solle. Zudem sollen Texturen sich entlang einer Objektkante ändern oder einen Rand aufweisen. Sandy Petersen beschreibt den Leveldesignstil von Romero als eine Abfolge von Zusammenstößen der Spielfigur mit Horden von Monstern. Dazwischen herrsche eine angespannte Ruhe. Verborgene Bereiche außer Acht lassend sei der Weg durch einen Level im Wesentlichen vorgegeben. Dagegen zeichneten sich Petersens Level durch ein permanentes Zusammentreffen der Spielfigur mit wenigen Monstern und dem Vorhandensein von Fallen aus. Außerdem habe er auch Level gestaltet, durch die der Spieler einen eigenen Weg finden könne.
Die Entwicklung der Audiowiedergabe der MS-DOS-Version von Doom übernahm id Software nicht selbst, sondern lizenzierte dafür im September 1993 die Audio-Softwarebibliothek DMX von Paul Radek.
Im November 1993 erweiterte John Carmack die Doom-Engine um den Mehrspielermodus. Dieser erlaubt es, dass bis zu vier Spieler über ein Local Area Network (LAN) oder zwei Spieler über Modems beziehungsweise ein Nullmodem-Kabel kooperativ oder gegeneinander spielen können. Für das Spielen gegeneinander prägte John Romero den Begriff „Deathmatch“, um die damit einhergehende – damals neue – angespannte und unmittelbare Spielerfahrung zu beschreiben. Ebenso übernahm er den im Vietnamkrieg benutzen Begriff „Frag“, um mit diesem das Eliminieren eines Gegners bei einem Deathmatch zu bezeichnen. Weiterhin gelang es id Software im November, die Integration aller fehlenden Spielelemente abzuschließen, so dass lediglich ein Stresstest des Spiels übrig blieb. Dazu wurde Doom final rund 30 Stunden lang von Mitgliedern von id Software gespielt, da kein dediziertes Team für die Qualitätssicherung vorhanden war. Nachdem ein letzter Defekt während eines Dauertests über Nacht von John Carmack behoben worden war, war Doom bereit zur Veröffentlichung.
Für den Kundensupport von Doom stellte id Software während der Entwicklung Shawn Green ein, der zuvor bei Apogee Software gearbeitet hatte. Dieser unterstützte beim Testen des Spiels und wurde stets über den aktuellen Entwicklungsstand auf dem Laufenden gehalten, um effektiven Kundensupport leisten zu können.

### Entwicklungsumgebung und Implementierung

#### Doom-Engine und Mehrspielermodus
Aufgrund der weiten Verbreitung war MS-DOS die Zielplattform für Doom. John Carmack entschloss sich jedoch, für die Entwicklung eine NeXT-Workstation zu nutzen, nahm allerdings dabei für deren Betriebssystem NeXTSTEP keine Implementierung für den Audio-Support vor. Die Entwicklungsumgebung war im Vergleich zu der bei MS-DOS auf NeXTSTEP komfortabler und der C-Compiler stabiler, was die Entwicklung vereinfachte. Da die Motorola-Prozessoren der NeXT-Workstations nicht kompatibel mit Intels x86-Prozessoren sind, musste der gesamte Quelltext unter MS-DOS erneut kompiliert werden. Im Anschluss wurde Doom auf weitere Plattformen portiert. Die Engine setzte zum damaligen Zeitpunkt neue Maßstäbe im Bereich der 3D-Grafik. Im Vergleich zu id Softwares vorherigem Ego-Shooter Wolfenstein 3D verwendet sie kein Raycasting mehr, sondern projiziert die mithilfe des Binary Space Partitioning vor dem Auge des Betrachters in der Tiefe sortierten Polygone, welche die Wände, Decken und Böden der Gebäude bilden, in einen zweidimensionalen Bildspeicher. Hierbei werden die Texturen, mit denen die Polygone versehen sind, perspektivisch korrekt dargestellt.
Jede Textur liegt dafür als zweidimensionale Grafik vor. Auch Gegenstände, die Posen der Gegner und die Waffe der Spielfigur basieren weiterhin auf zweidimensionalen Grafiken (Sprites). Neu gegenüber Wolfenstein 3D ist ferner, dass die Engine nicht nur zueinander rechtwinklige Oberflächen visualisieren kann, sondern sie erlaubt zusätzlich die Erstellung unterschiedlicher hoher sowie Räume mit Wänden, die vom Grundriss aus betrachtet nicht rechtwinklig aneinander stoßen. Dies ermöglichte neue Gestaltungsmöglichkeiten für das Leveldesign. Da durch die Verwendung des Binary Space Partitioning das mehrfache Einfärben eines Pixels im Bildspeicher bei der Darstellung von Polygonen mit einer Textur ohne Transparenz vermieden wird, war es möglich, die komplexen Level von Doom auch auf 386er-PCs in niedriger Auflösung von bis zu 160 × 200 Pixel zu spielen.
Der Doom-Engine stehen 256 Farbtöne mit jeweils 32 Helligkeitswerten zur Verfügung. Jede solche Kombination wird mithilfe einer Palette von 256 festen Farben approximiert. Damit können Raumbereiche bereits beim Leveldesign unterschiedlich hell gestaltet werden. Auch während des Spiels lässt sich die Beleuchtung ereignisbasiert ändern wie beispielsweise plötzliche Dunkelheit oder flackernde Lampen. Zudem werden Flächen desto dunkler dargestellt, desto weiter hinten sie sich im Blickfeld der Spielfigur befinden.
Jeder Level von Doom ist auf einer zweidimensionalen Ebene definiert, vergleichbar einem Grundriss. Daraus ergibt sich, dass Monster, Gegenstände, Wände, Böden und Decken nicht übereinander platziert werden können; Stufen sind möglich, aber keine Schrägen. Zudem kann die Spielfigur zwar im Raum bewegt und um ihre Längsachse gedreht werden, sie kann aber weder nach oben oder unten blicken, noch ihren Kopf zur Seite neigen. Aufgrund dieser Einschränkungen wird Doom auch als 2,5D-Spiel bezeichnet.
Doom wurde im Hinblick auf die Modifikation des Spielinhalts – bestehend aus Grafiken, Leveln, Musik und Sounds (Assets) – entworfen. Dazu befindet sich der Maschinencode der Doom-Engine in einer eigenen Datei DOOM.EXE und der Spielinhalt wiederum in der Datei DOOM.WAD (WAD steht etwa für where all the data is). Durch Austausch oder Ergänzung der WAD-Datei lässt sich der Spielinhalt ändern.
Die Engine besitzt eine interne übertragungsprotokollunabhängige Schnittstelle, die Spielereingaben in Paketen senden und empfangen kann. Bei einer Mehrspielerpartie sendet die Engine ihre Spielereingaben an alle anderen Spieler und empfängt folglich die Eingaben aller anderen Spieler. Ein Treiber für jedes Betriebssystem implementiert das Übertragungsprotokoll und steuert die physikalische Netzwerkschnittstelle. Das Übertragungsprotokoll war unter NeXTSTEP UDP/IP und unter MS-DOS IPX.
Lehreinrichtungen verwendeten teilweise ein IPX-basiertes LAN, das logisch aus nur einem Segment bestand. Da die Erstimplementierung der Engine unter MS-DOS Broadcast-Pakete verwendete, wurden in diesem Fall die von der Engine versendeten Pakete stets über das gesamte LAN übertragen. Mit mehreren aktiven Mehrspielerpartien konnte damit die LAN-Kapazität erschöpft werden, was auch am Tag nach der Veröffentlichung von Doom eintrat. Daraufhin änderte John Carmack die Implementierung, so dass während einer Mehrspielerpartie nur noch Unicast-Pakete verwendet werden.

#### Audio
Die Musikstücke des Spiels wurden von Robert Prince komponiert. Ein Teil gehört zum Metal-Genre und ist Titeln wie Rise von Pantera und Behind the Crooked Cross von Slayer nachempfunden. Der restliche Teil orientiert sich an einer langsameren, finsteren Hintergrundmusik. Die Musikstücke wurden vor den Leveln fertiggestellt und später als MIDI-Dateien von John Romero diesen zugeordnet. Sämtliche Sounds in Doom wurden ebenfalls von Bobby Prince erstellt. Deren Gestaltung verfolgte die Ziele, dem Spieler Angst einzujagen und sich von der Hintergrundmusik erkennbar abzuheben. Die meisten Sounds wurden aus Sammlungen der Firma Sound Ideas ausgewählt und anschließend nachbearbeitet.

#### Entwicklungsprozess
John Romero verweist auf einen Bericht von Chris Lombardi in der Juli-Ausgabe von 1994 der Spielezeitschrift Computer Gaming World, um die Atmosphäre bei id Software zu beschreiben: die Büroausstattung sei moderat, Entscheidungen würden demokratisch und einstimmig durch die Unternehmensgründer getroffen, die Abläufe seien oftmals anarchisch, der Empfangsbereich spartanisch und in der Küche befände sich eine Palette mit koffeinhaltigen Getränken und ein Tischfußball; der Eindruck erinnere an vergangene und wildere Zeiten des Computerspiele-Goldrauschs.
Den Entwicklungsprozess charakterisiert John Romero – ein Interview mit ihm im offiziellen Doom-II-Strategiebuch erwähnend – als völlig offen. Es gebe für die Entwicklung eines Spiels kein Designdokument, lediglich eine Vision für die Technologie, Grafik und das Setting. Die Vorgehensweise sei experimentell und iterativ; man beginne die Technologie und Designwerkzeuge zu entwickeln sowie Level und Monster zu kreieren. Mit dem dadurch erlangten Wissen und besseren Verständnis werde die Technologie überarbeitet oder verworfen. Darüber hinaus gebe es keine Meilensteine und mit diesen abgeschlossene Entwicklungsschritte. Beispielsweise sei der erste Level von Doom zwei Wochen vor dessen Veröffentlichung überarbeitet worden, weil er nicht gut genug gewesen sei. Dinge würden probiert, getestet, verbessert, überholt und gegebenenfalls verworfen. Es werde kein Spiel veröffentlicht, das nicht cool sei.
John Carmack hebt eine iterative Feineinstellung für ein unterhaltsames Spiel hervor. Subtile Elemente wie das Timing einer Animation oder die Tonhöhe eines Sounds hätten eine entscheidende Auswirkung auf das Spielerlebnis und benötigten viel Zeit und Tests während der Entwicklung. Bei Doom hätten sich einige Spielelemente gegenseitig so gut ergänzt, dass das Spiel seine ursprüngliche Vision übertroffen habe. Daneben seien der ursprüngliche Plan stark verändert und einige Features nicht realisiert worden.

## Veröffentlichung
Am 10. Dezember 1993 wurde Doom nach elfmonatiger Entwicklungszeit veröffentlicht, nachdem seine Entwickler und Designer die letzten 30 Stunden durchgearbeitet hatten und erschöpft waren. Um 14:00 Uhr versuchte Jay Wilbur vergeblich, die Shareware-Version von Doom, die die erste Episode (Knee-deep in the Dead) enthält und nach dem Shareware-Prinzip gratis veröffentlicht wurde, auf den öffentlichen Dateiserver der University of Wisconsin-Madison per FTP über das Internet hochzuladen. Dies schlug fehl, da wartende Fans bereits alle Verbindungen zu dem Dateiserver beanspruchten. Auch eine Erhöhung der Anzahl der Verbindungen durch den Server-Administrator David Datta mit einem gleichzeitigen Hochladeversuch von Jay Wilbur brachte keinen Erfolg. Erst als die Fans nach Aufforderung von Jay Wilbur per Chat den Dateiserver verließen, konnte er die Shareware-Version erfolgreich hochladen. Aufgrund der großen Nachfrage nach dem Spiel stürzte der Dateiserver im Anschluss noch zwei Mal ab.
Die Shareware-Version passt auf zwei 3,5″-Disketten für PCs; mit einem zum Zeitpunkt der Veröffentlichung von Doom üblichen 14400-kbps-Modem betrug die Download-Zeit für das ca. 2 MB große Archiv der Shareware-Version ca. 25 min. Sie lag auch dem offiziellen Doom-Strategiebuch sowie Spielezeitschriften bei. Weiterhin konnte die Shareware-Version in Spieleläden käuflich erworben werden. Da hierfür id Software die Herstellung der bespielten Disketten und deren Verpackungen nicht übernehmen wollte, wurde dies den Händlern lizenzkostenfrei ohne weitere Vorgaben erlaubt. Zusammengenommen führte dies zu einer starken Verbreitung der Shareware-Version. Die zweite und dritte Episode (Shores of Hell und Inferno) waren nur in der kommerziellen Version enthalten. Diese wurde in den Vereinigten Staaten von id Software auf Disketten in einer bedruckten Schachtel selbst vertrieben. Der deutsche Vertrieb erfolgte durch cdv Software sowie durch Pearl Agency. Pearl Agency veröffentlichte Anfang 1994 zum Preis von 14,80 DM die Shareware-Version in einer Extra-Ausgabe der Zeitschrift DOS-Trend. Die Vollversion von Doom wurde dort mit einem Verkaufspreis von 78,80 DM beworben, darin enthalten war noch ein Buch mit Lösungshilfen sowie eine Information zu Cheat-Tastenkombinationen. Der Verkaufspreis der DOS-Trend-Shareware-Version ließ sich auf den der Vollversion anrechnen, wodurch die Vollversion für 64 DM zu haben war.
Kurz nach der Veröffentlichung wurde id Software von der japanischen Firma Data East kontaktiert mit dem Vorwurf, deren Markenzeichen für das Automatenspiel Gate of Doom zu verletzen. Um das Risiko und die Kosten einer Auseinandersetzung darüber zu vermeiden, zahlte id Software 500 000 US$ an die Firma Data East.
Rund zwei Wochen nach der Veröffentlichung des Spiels machte id Software die Spezifikation der Level über das Internet zugänglich, um Modifikationen und Verbesserungen zu fördern; id Software wollte und erwartete, dass Nutzer neue Editoren, Level, Soundeffekte, Texturen und Monster kreieren.

## Geografisch verteilter Mehrspielermodus
10 Monate nach der Veröffentlichung von Doom, am 10. Oktober 1994, gab GT Interactive zusammen mit id Software eine Party mit dem Namen Doomsday, um zusammen mit der Presse die Veröffentlichung von Doom II zu feiern – ein Ereignis, das bis dato für ein Videospiel unüblich war. Auf dieser Veranstaltung traf John Romero den Geschäftsmann Bob Huntley und dessen Chefentwickler Kee Kimbrell. Beide warben für den von ihnen entwickelten Dienst DWANGO, kurz für Dial-up Wide-Area Network Games Operation. Dieser erlaubte es, dass sich Doom-Spieler per Modem in einen Server einwählen konnten, um gleichgesinnte zu treffen und Doom im Mehrspielermodus zu spielen. Nach einem Test – das Spielerlebnis war fast wie über ein LAN – und interner Diskussion stimmte id Software dem Vorhaben zu, wobei diese 20 % des DWANGO-Profits erhielten.
Nachdem der DWANGO-Dienst in Zusammenarbeit mit id Software fertig entwickelt wurde, wurde die für den Dienst benötigte Einwahlsoftware zusammen mit dem von id Software verlegten Ego-Shooter Heretic am 23. Dezember 1994 veröffentlicht. Anfangs wurden die Spiele Doom, Doom II und Heretic unterstützt. Nachteilig war, dass die langsamste Verbindung eines Spielers in einer Mehrspielerpartie die Spiel-Geschwindigkeit aller in der Partie bestimmte, da bei der Doom-Engine alle Spieler zueinander synchronisiert werden müssen.
Der Dienst wurde für 8,95 US$ monatlich pro Spieler angeboten; da er zu einem unmittelbaren Erfolg wurde, konnte anschließend ein Franchise-Nehmer für 35 000 US$ die notwendige Hardware erwerben und den Dienst betreiben.

## Rezeption

### Verkaufszahlen
Jay Wilbur, seinerzeit Business-Manager von id Software, bezifferte die Anzahl verkaufter Doom-Vollversionen in zwei Interviews auf 65 000 in den ersten fünf Monaten beziehungsweise 140 000 im ersten Jahr nach Veröffentlichung. Dazu konnte die Vollversion direkt von id Software zu einem Preis von 40 US$ bezogen werden. 1994 erzielte id Software mit elf Mitarbeitern einen Jahresumsatz von 10 Millionen US$ (entspricht im Jahr 2024 rund 20,5 Millionen US$).

### Kritiken
Doom erhielt nach seiner Veröffentlichung durchweg gute bis sehr gute Bewertungen. In den Testberichten werden die Laune machende Schießaction sowie die flüssige Grafik, der Sound und die Level mit dichter Atmosphäre, architektonischen Finessen und Lichteffekten gelobt. Auch der Mehrspielermodus und der insgesamt von Doom etablierte Maßstab für andere Computerspiele finden Erwähnung. Ähnlich werden die im vierten Quartal 1994 erschienenen Portierungen für die Spielkonsolen Atari Jaguar und Sega 32X gelobt. Weiterhin zeichnete sich die zunehmende Realitätsnähe von Computerspielen bereits ab, was in einem Testbericht der Spielezeitschrift PC Games so beschrieben wird:

„Mehr als ein Labyrinthspiel ist Doom eigentlich nicht. Oder etwa doch? Vielleicht ist das Spiel auch – wieder einmal – der Vorreiter einer neuen Generation von Computerspielen. Die virtuellen Umgebungsgrafiken geben bereits einen Vorgeschmack auf das, was der oft mißbrauchte Begriff ‚Virtual Reality‘ einmal werden könnte.“

In der Dezember-Ausgabe von 1994 der US-amerikanischen Zeitschrift PC Magazine gewinnt Doom die Auszeichnung für technische Exzellenz in der Kategorie „nach Geschäftsschluss“.
Im November 1996 wurde Doom von der US-amerikanischen Spielezeitschrift Computer Gaming World auf Platz 5 der 150 besten Spiele aller Zeiten und auf Platz 3 der 15 innovativsten Computerspiele gewählt.
Zum Vorwurf der Gewaltverherrlichung schreibt Jonathan Mendoza, Autor des offiziellen Doom-Strategiebuchs, dass niemand etwas spielen solle, was er oder sie als irritierend empfindet und Doom sich nicht an solche Personen richte; ferner sei id Software im Unterhaltungsgeschäft tätig, entwickle State of the Art Computerspiele und fördere keinesfalls Gewalt in der realen Welt; id Software glaube, dass jeder oder jede selbst entscheiden solle, was wirklich gewalttätig ist und was ein cooles Spiel. Befragt zur Gewaltdarstellung in Doom behauptet Jay Wilbur in einem Interview in der Dezember-Ausgabe von 1994 der US-amerikanischen Spielezeitschrift Videogames, dass dies nur ein Thema sei, wenn die Presse danach frage. Der Öffentlichkeit sei das egal. Beim Kontakt mit Politikern habe er nur erfahren, dass sie Doom auf dem [Capitol] Hill spielten. Er glaube nicht an Zensur, habe aber nichts gegen die Behauptung, dass Doom Gewalt enthalte. John C. Dvorak schreibt in der November-Ausgabe von 1994 der Zeitschrift PC Magazine, dass die Gewalt in Doom komödiantisch sei und die Unterhaltungsindustrie von Hollywood zensiert werden solle. Auch mache eine Einstufung von Doom als „extrem Gewalttätig“ das Spiel für Kinder erst interessant. Des Weiteren seien Computerspiele Cartoons, die nicht das Problem seien.

### Marktreaktion

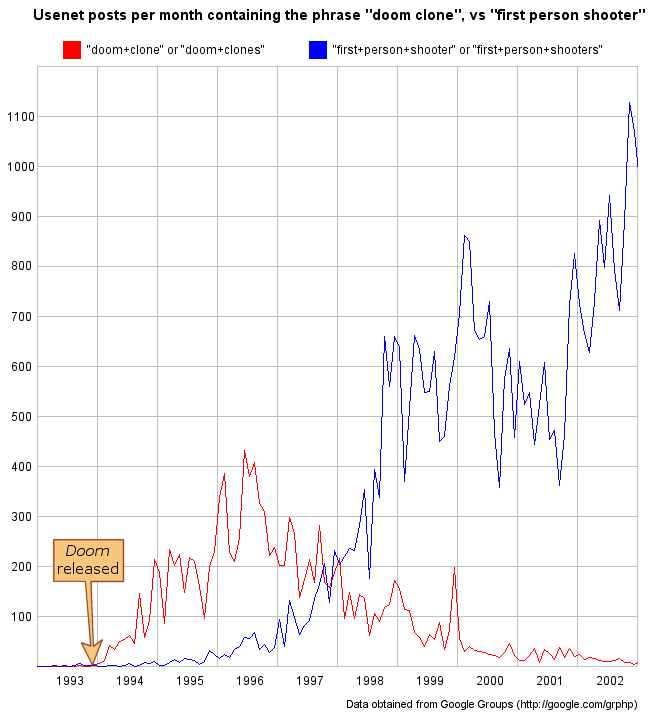
Usenet-Posts pro Monat mit den Begriffen Doom-Clone (rot) und First-Person-Shooter (blau)

Der Markterfolg von Doom und seinem Vorgänger Wolfenstein 3D etablierte das Gameplay des Ego-Shooters endgültig. Anfangs noch als Doom-Klone bezeichnet, wurde diese Bezeichnung für derartige Spiele in der zweiten Hälfte der 1990er-Jahre insbesondere durch die generische Bezeichnung First-Person-Shooter (FPS) abgelöst. Des Weiteren transformierte dieser Erfolg die PC-Spieleindustrie, beispielsweise war es nun ein Ziel von Microsoft, mit der Entwicklung von Windows 95 zusammen mit DirectX eine erfolgreiche Doom-Portierung auf dieser Plattform zu erhalten und damit MS-DOS für PC-Spiele abzulösen.
Um das gestiegene Interesse an Doom und seinem Spielprinzip auszunutzen, veröffentlichte id Software in kurzen Abständen in den Jahren 1994 und 1995 den Doom-Nachfolger Doom II: Hell on Earth sowie die auf der Doom-Engine basierenden Ego-Shooter Heretic und Hexen, die mithilfe der zur Verfügung gestellten Doom-Entwicklungswerkzeuge im Auftrag von id Software von dem Entwicklungsstudio Raven Software erstellt wurden. Tristan Donovan, Autor von Replay – The History Of Video Games, sieht hierbei id Software als Vorreiter des Technologietransfers zwischen Spieleentwicklern in den Vereinigten Staaten und Europa, indem id Software anderen Entwicklungsstudios Softwarelizenzen für seine Technologien anbot.
Im Jahr 1995 erschien zudem eine Neuauflage von Doom mit dem Titel The Ultimate Doom, die eine zusätzliche Episode (Thy Flesh Consumed) enthält. Diese ist nach wie vor als Patch gratis für die normale Version mit drei Episoden verfügbar. Mit The Ultimate Doom erfüllte id Software eine vertragliche Verpflichtung gegenüber GT Interactive, eine Doom-Version in einer Schachtel für den Verkauf in Geschäften zu kreieren. John Romero leitete das Projekt und programmierte alle Änderungen, während sich John Carmack auf die Entwicklung der Quake-Engine konzentrierte. The Ultimate Doom rief eine geteilte Resonanz hervor, wie sie das Resümee der August-Ausgabe von 1995 der britischen Spielezeitschrift PC Zone widerspiegelt: The Ultimate Doom sei nur für Spieler interessant, die Doom noch nicht besäßen. Stattdessen empfiehlten sich qualitativ hochwertig gestaltete kostenlose Fan-Level.
Nachdem id Software den Vertrieb seiner Doom-Vollversion selbst übernommen hatte und nicht mehr wie bei den vorherigen Vollversionen Apogee Software, entwickelte letztere im Jahr 1994 den Ego-Shooter Rise of the Triad, der noch auf einer modifizierten Wolfenstein-3D-Engine beruht, und veröffentlichte ihn Ende 1994/Anfang 1995 wiederum nach dem Shareware-Modell. Zudem entwickelte Apogee Software den Ego-Shooter Duke Nukem 3D, der Anfang 1996 – dann unter dem neuen Firmennamen 3D Realms – veröffentlicht wurde.
Neben dem Ego-Shooter Strife, der von Rogue Entertainment ebenfalls in Zusammenarbeit mit id Software auf Basis der Doom-Engine entwickelt wurde, gab es in den beiden Jahren nach der Veröffentlichung von Doom noch zahlreiche derartige von id Software unabhängige Entwicklungen wie beispielsweise Marathon, System Shock, Descent und Star Wars: Dark Forces.
John Romero bemerkt, dass Doom durch seinen Erfolg mit der 3D-Grafik bei Computerspielen einen Standard etabliert habe, an dem sich andere Spieleentwickler haben messen müssen. Zudem seien Demoversionen (Free-to-play) von Spielen wichtig geworden, anstatt dem Kunden nur eine vollständige Verkaufsversion anzubieten.

## Portierungen
Nachdem das von Disney vor Weihnachten 1994 veröffentlichte Jump ’n’ Run Der König der Löwen unter dem Betriebssystem Windows 3.1 auf Compaq-PCs nicht lauffähig war und Alex St. John, bei Microsoft für deren Multimedia-Strategie zuständig, sah, dass Doom II schnell und stabil unter MS-DOS lief, starteten er, Craig Eisler und Eric Engstrom innerhalb Microsofts ein Projekt, um eine Schnittstelle für direkten, echtzeitfähigen Hardwarezugriff in Windows 95 zu integrieren. Diese wurde später unter dem Namen DirectX für Windows 95 veröffentlicht. Zudem portierte Robert Hess unter der Führung von Alex St. John und mit Unterstützung durch Gabe Newell Doom nach Windows 3.1. Die dabei gewonnenen Erkenntnisse flossen in die Windows-95- und DirectX-Entwicklung ein. Das Ergebnis wurde von John Carmack wegen einer unzureichenden Bild- und Audiowiedergabe abgelehnt. Im Anschluss portierte Fred Hommel innerhalb Microsofts unter der Führung von Alex St. John Doom nach Windows 95, wodurch Doom zum ersten DirectX-Spiel wurde.
Doom und Doom II für Windows 95 wurden am 30. Oktober 1995 zusammen mit DirectX auf einer Microsoft-Veranstaltung mit dem Namen Judgment Day veröffentlicht, auf der 35 Spieleentwickler vertreten waren. Die Veranstaltung wurde mit einem Video eröffnet, in dem Bill Gates, ein Jagdgewehr tragend, in einem Doom-Level zu sehen ist. Auch fanden dort die Endspiele des Deathmatch-95-Turniers statt, bei denen Doom-Spieler gegeneinander antraten, die sich vorher über den DWANGO-Dienst qualifiziert hatten. Dabei wurde das Spielgeschehen auf einem Großbildschirm wiedergegeben. Die Veranstaltung verfolgte den Zweck, Windows 95 als Spiele- und Spieleentwicklungsplattform populär zu machen und war ein Indikator für den zukünftigen weitreichenden kulturellen Status von Computerspielen.
Wurden die im Jahr 1994 erschienenen und von John Carmack maßgeblich entwickelten Portierungen für die Spielkonsolen Atari Jaguar und Sega 32X noch gepriesen, zeichnete sich bei den in den Folgejahren veröffentlichten Spielkonsolen-Portierungen ein Abwärtstrend ab.
Die im Jahr 1995 erschienenen Portierungen für die Spielkonsolen PlayStation und SNES riefen ein geteiltes Echo hervor. Während die von Aaron Seeler und John Carmack entwickelte PlayStation-Version in puncto Grafik, Sound, Levelumfang und Steuerung maximale Bewertungen erhielt, war das Resümee bei der unabhängig und ab initio von Randy Linden erstellten SNES-Version wegen unscharfer Grafik und einem merkbar verzögerten Ansprechen auf Spielereingaben „durchschnittlich“.
Die im Jahr 1996 veröffentlichte Portierung für die Spielkonsole 3DO wurde als „unspielbar“ – sofern das Bild größer als eine Briefmarke sei – und als Indikator für den Abwärtstrend der Qualität der 3DO-Spiele eingestuft. Rebecca Ann Heineman führte diese Portierung unter Zeitdruck in nur 10 Wochen durch, nachdem der zuvor beauftragte Subunternehmer die Arbeit nicht aufgenommen hatte.
Die im Jahr 1997 – rund drei Jahre nach der Erstveröffentlichung von Doom – erschienene Sega-Saturn-Portierung von Jim Bagley konnte ebenfalls nicht überzeugen. Testberichte rieten vom Kauf ab und bezeichneten die Portierung als „Travestie“. Jim Bagley musste auf Verlangen von John Carmack die Berechnungen für die Grafik ohne die 3D-Hardwareunterstützung der Spielkonsole implementieren, da sonst die Texturen nicht perspektivisch korrekt dargestellt werden. Dies hat einen ruckeligen Spielablauf zur Folge.
Neben der ursprünglichen Version für MS-DOS gab es im Laufe der Jahre insgesamt zahlreiche offizielle Portierungen für andere Betriebssysteme und Spielkonsolen. Portierungen für Betriebssysteme erschienen für IRIX, Linux, Mac OS, PC-98, QNX und Solaris im Jahr 1994. Die Portierungen für OS/2 und Windows 3.1 blieben unveröffentlicht. Es folgten Portierungen für Windows 95 im Jahr 1995, RISC OS im Jahr 1998 und Pocket PC im Jahr 2002. Spielkonsolen-Portierungen wurden für Atari Jaguar und Sega 32X (1994), PlayStation und SNES (1995), 3DO Interactive Multiplayer (1996), Sega Saturn (1997), WebTV Plus (1999), Game Boy Advance (2001), Xbox (2005), Xbox 360 (2006) und PlayStation 3 (2012) veröffentlicht.
Im Jahr 2019 wurden Doom und Doom II als erweiterte Doom-Classic-Unity-Portierung für moderne Plattformen veröffentlicht. Zu diesen zählten anfangs Apple iOS, Google Android, Microsoft Xbox One, Nintendo Switch und Sony PlayStation 4. Im darauffolgenden Jahr kam eine Microsoft-Windows-Version hinzu. Teil dieser Portierung ist auch die Integration offizieller Addons wie beispielsweise TNT: Evilution, The Plutonia Experiment und No Rest for the Living; sowie Sigil und Sigil II von John Romero.

## Wirkungsbreite

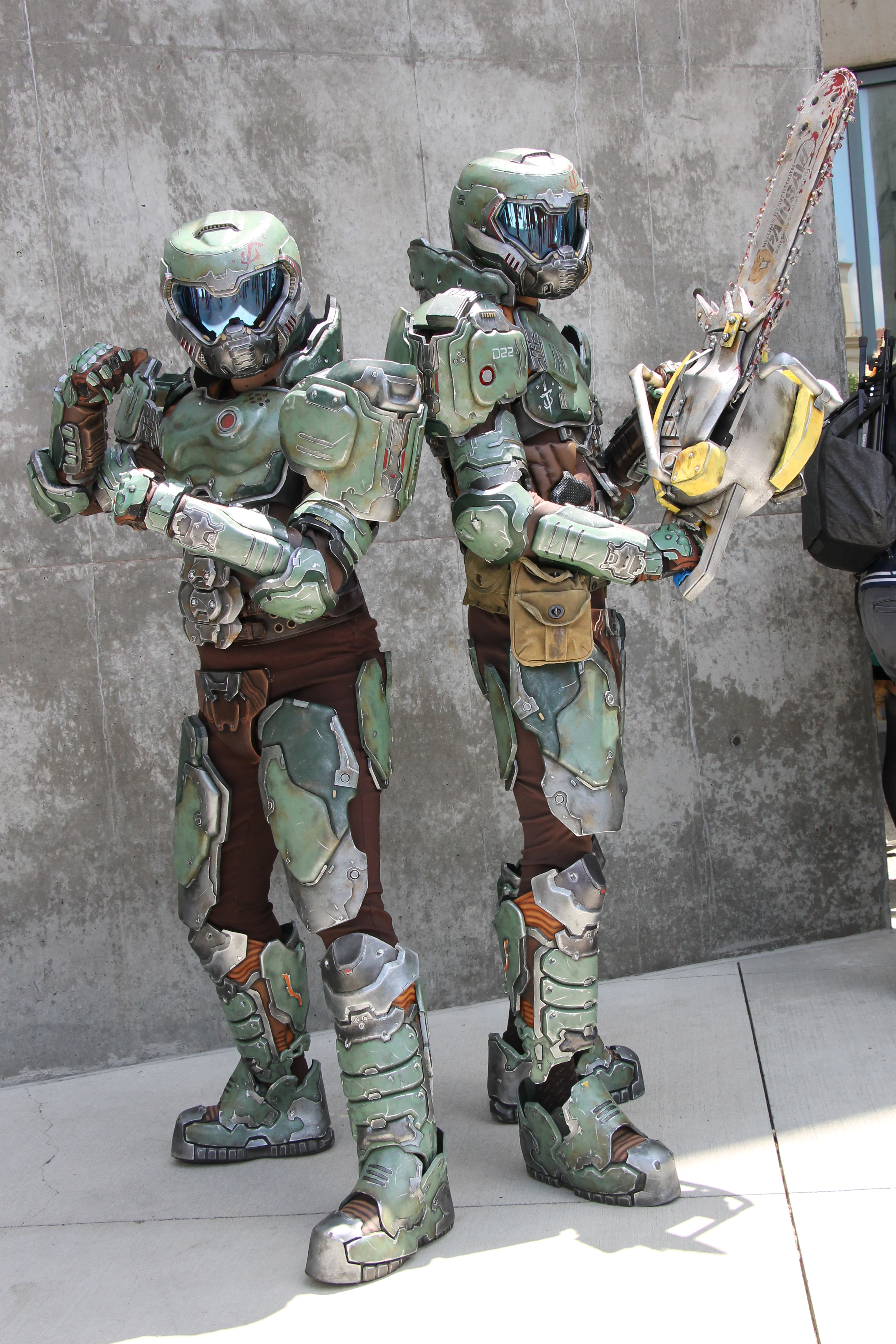
Doom hatte einen großen Einfluss auf die Popkultur. Cosplay auf der FanimeCon 2018

### Community

#### Modifikationen

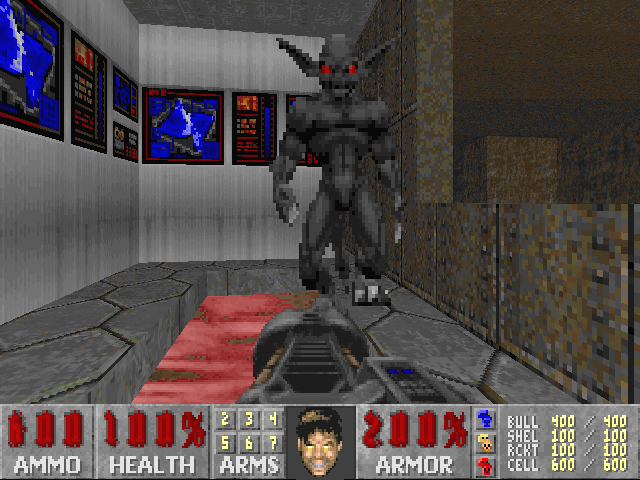
FreeDoom

Doom wurde aufgrund der zahlreichen Modifikationen seines Vorgängers Wolfenstein 3D von Anfang an als einfach zu modifizieren ausgelegt. Bereits innerhalb eines Jahres nach seiner Veröffentlichung erschienen Programme von unabhängigen Entwicklern, mit denen die Spieldaten geändert werden konnten. So waren z. B. ein Leveleditor, um Räume mit den darin enthaltenen Gegnern und Gegenständen zu gestalten, Werkzeuge, mit denen sich die Grafiken und Sounds einer WAD-Datei auslesen und überschreiben ließen und solche, die Spielstände abändern, vorhanden. Dadurch entstanden etliche neue Level und anderweitige Modifikationen von Doom ohne die Beteiligung von id Software.
John Carmack weist in diesem Zusammenhang darauf hin, dass sich Doom durch seine Beschränkungen an einer ausgezeichneten Stelle befände, wo viele Anwender Level kreieren könnten. Im Gegensatz dazu wären viele potentielle Spieldesigner bei dem Doom-Nachfolger Quake an ihr Limit gestoßen, wo man ein Architekt oder Fotograf sein müsse. Doom würde zudem den Anwender davon abhalten, übertriebene Dinge zu machen, für die man ein Könner sein müsse.
Über 900 solcher Level für Doom und Doom II wurden unter dem Produktnamen D!ZONE auf CD-ROM von WizardWorks für rund 30 US$ vertrieben. In einem Testbericht dazu in der Mai-Ausgabe von 1995 im US-amerikanischen Dragon Magazin weisen die Autoren auf die oftmals fragwürdige Qualität der enthaltenen Level und die fehlende Nutzerfreundlichkeit bei der Installation hin; das Resümee lautet „für Fanatiker“ mit einer Bewertung von 1,5 Sternen beziehungsweise 1 Stern (maximal wurden 4 Sterne in anderen Testberichten vergeben).
Als Antwort auf die so kommerziell angebotenen Levelsammlungen entwarf id Software eine Sammlung von 21 Leveln für Doom II, die unter dem Namen Master Levels for Doom II angeboten wurde. Unter den dafür beauftragten Leveldesignern war Tim Willits, der später von id Software eingestellt wurde. Gebündelt mit dieser Sammlung ist ein Archiv mit dem Namen Maximum DOOM, das 201 Doom-Level und 1629 Doom-II-Level von nicht von id Software abhängigen Designern enthält. In einem Review der Mai-Ausgabe von 1996 der australischen Spielezeitschrift PC PowerPlay lobt der Autor die Qualität der von id Software entworfenen Level, kritisiert aber gleichzeitig deren nur mittlere Größe und geht davon aus, dass langfristig bei Doom der Mehrspielermodus und damit die Nachfrage nach dafür geeigneten Leveln dominieren würden; Master Levels for Doom II wird mit insgesamt 3 Punkten bewertet (in anderen Testberichten werden in dieser Kategorie maximal 9 Punkte vergeben).
Auch Jahrzehnte nach seiner Veröffentlichung hat Doom noch eine große Fangemeinde. Modifikationen werden weiterhin erstellt und die besten jährlich von der Community mit den Cacowards von Doomworld geehrt. Im Januar 2016 veröffentlichte John Romero ein kostenloses Remake des letzten Levels der ersten Episode von Doom: E1M8b (Tech Gone Bad). Er benötigte dafür routiniert rund 20 Arbeitsstunden verteilt über einen Zeitraum von zwei Wochen. Die positive Resonanz bei Fans und Berichterstattern veranlasste ihn, drei Monate später ein weiteres Level-Remake herauszubringen: E1M4b (Phobos Mission Control). Am 25-jährigen Jubiläum von Doom kündigte John Romero eine nicht offizielle fünfte Doom-Episode bestehend aus neun Leveln namens Sigil an, die ab Ende Mai 2019 vertrieben wurde. Neben einer kostenlosen Ausgabe mit einem Soundtrack von James Paddock gibt es eine kostenpflichtige mit einem Soundtrack von Buckethead. Am 30-jährigen Jubiläum von Doom erschien im gleichen Stil die Fortsetzung Sigil II als sechste Episode mit Soundtracks von James Paddock und Valient Thorr.

#### Speedrunning
Beliebt ist Doom auch für das Durchführen von Speedruns, deren Ziel es ist, Spiele in möglichst kurzer Zeit gemäß bestimmter Regeln durchzuspielen. Derzeit liegt der Rekord mit dem Schwierigkeitsgrad Ultra-Violence bei in etwa 5–6 Minuten pro Episode von The Ultimate Doom. Zur Dokumentation des Ergebnisses wird ausgenutzt, dass sich Doom-Partien zu Demonstrationszwecken aufzeichnen lassen, indem die aus den Eingaben des Spielers ermittelten Aktionen der Spielfigur sequenziell in einer Datei gespeichert werden. Hierbei beträgt der Speicherbedarf nur 280 Bytes/s. Zur Wiedergabe einer Aufzeichnung werden anstatt der Spielereingaben von der Doom-Engine die gespeicherten Aktionen verarbeitet. Durch das deterministische Verhalten der Doom-Engine wird so die Bildfolge rekonstruiert, wie sie während der Aufzeichnung zu sehen war.

#### Engine-Quelltextfreigabe und Portierungen
Der Quelltext der Doom-Engine – ausgenommen die eigentlichen Spieldaten, also die Grafiken, Audiodaten und Level, welche zusammen den Spielinhalt definieren und weiterhin käuflich mit Ausnahme der Shareware-Version erworben werden müssen – wurde Ende 1997 erstmals in der Linux-Version unter einer proprietären Lizenz freigegeben. Eine Veröffentlichung des Quelltexts in der MS-DOS-Version war nicht möglich, da diese eine von id Software lizenzierte Bibliothek für die Audiowiedergabe verwendet. 1999 wurde nachrichtlich von der Webseite Doomworld der Quelltext erneut unter der GNU General Public License veröffentlicht. Allerdings fand hinsichtlich dessen keine aktualisierte Veröffentlichung des Quelltexts seitens id Software statt. Diese erfolgte erst Anfang 2024 durch den Rechteinhaber ZeniMax Media.
Seit der Freigabe des Quelltexts haben sich verschiedene Projekte (Source Ports) des Programms angenommen, um beispielsweise Programmfehler und Beschränkungen der Engine zu entfernen. Auch entstanden so hunderte von Weiterentwicklungen für verschiedene Plattformen, darunter Chocolate Doom, ZDoom, Crispy Doom, Doomsday Engine, GZDoom, PrBoom+, Zandronum und Eternity Engine, die teilweise immer noch fortgeführt werden. Und zahlreiche Programmierer haben sich die Frage „Can it run Doom?“ gestellt, ob also mithilfe des Quelltexts Doom dort ausgeführt werden kann, wo bloß Software zum Einsatz kommt – dabei spielt regelmäßig der Anspruch einer originalgetreuen Bild- und Audiowiedergabe keine Rolle mehr. Unter den so verwendeten Hardware-Plattformen finden sich Kuriositäten, sofern meistens schon ein LC-Display vorhanden ist, wie ein Drucker, eine Kamera, ein Geldautomat, ein Rasenmäher oder eine elektrische Zahnbürste. Auch Teletext, das Dokumentformat PDF und ein Audio-Video-Adapter wurden herangezogen.

### Auszeichnungen über drei Jahrzehnte
| Art der Auszeichnung                           | Publikation           | Jahr | Platzierung |
| ---------------------------------------------- | --------------------- | ---- | ----------- |
| Nach Geschäftsschluss                          | PC Magazine           | 1994 | Gewonnen    |
| Das am meisten besprochene Spiel aller Zeiten  | Next Generation       | 1995 | Gewonnen    |
| Die 100 besten Videospiele                     | Flux                  | 1995 | Platz 3     |
| Die 150 besten Spiele aller Zeiten             | Computer Gaming World | 1996 | Platz 5     |
| Die 15 innovativsten Computerspiele            | Computer Gaming World | 1996 | Platz 3     |
| Die 50 besten Videospiele                      | The Independent       | 1999 | Platz 31    |
| 100 Spiele des Jahrtausends                    | GameSpot              | 2000 | Platz 2     |
| Die 50 besten Spiele aller Zeiten              | GameSpy               | 2001 | Platz 1     |
| Die 100 besten frühen Videospiele              | Entertainment Weekly  | 2003 | Platz 2     |
| Die 10 wichtigsten Spiele aller Zeiten         | The New York Times    | 2007 | Aufgenommen |
| Die 100 besten Spiele aller Zeiten             | Game Informer         | 2009 | Platz 5     |
| Die 100 besten Spiele aller Zeiten             | GamesTM               | 2010 | Aufgenommen |
| Essenzielle Ego-Shooter                        | Library Journal       | 2012 | Aufgenommen |
| Die Top 50 der besten Ego-Shooter aller Zeiten | IGN Deutschland       | 2014 | Platz 3     |
| Die 50 besten Videospiele aller Zeiten         | Time                  | 2016 | Platz 4     |
| Die 500 besten Spiele aller Zeiten             | Polygon               | 2017 | Platz 4     |
| Die zehn besten PC-Spiele                      | GamePro               | 2018 | Platz 9     |
| Die 20 besten Videospiele aller Zeiten         | The Times             | 2023 | Platz 6     |
| Die 100 besten Shooter                         | GameStar              | 2023 | Platz 9     |

Doom ist drei Jahrzehnte lang durch die Aufnahme in Bestenlisten ausgezeichnet worden. Noch beispielsweise im Jahr 2007 präsentierte Henry Lowood, dann Kurator für Sammlungen in Wissenschaft und Technik an der Stanford University, im Rahmen der Game Developers Conference das Ergebnis eines von ihm beauftragten Komitees betreffend die zehn wichtigsten Spiele aller Zeiten. Laut dem Komitee zählt dazu Doom neben Spielen wie Tetris, Super Mario Bros. 3 und Civilization. Selbst im Jahr 2023 belegt Doom in der Liste der 20 besten Videospiele aller Zeiten der englischen Tageszeitung The Times den sechsten Platz.
Die britische Spielezeitschrift GamesTM beschreibt die Gründe für die anhaltende Popularität von Doom in ihrer 100. Ausgabe vom September 2010 wie folgt:

“It’s a game unburdened by commercial expectations or responsibilities; it’s unmitigated innovation and ambition – a technological milestone and a masterpiece in simple, effective game design.”

„Es ist ein Spiel, das nicht durch kommerzielle Erwartungen oder Verantwortlichkeiten belastet ist; es ist Innovation und Ehrgeiz pur – ein technologischer Meilenstein und ein Meisterwerk der einfachen, effektiven Spielgestaltung.“

Dan Pinchbeck führt in einem Buch Doom: Scarydarkfast den großen und bis heute anhaltenden Einfluss von Doom auf die Tatsache zurück, dass das Spiel im Grunde genommen auf einfachen Dingen basiere, die meisterhaft umgesetzt seien, was jedoch nicht bedeuten solle, dass einfache Dinge auch einfach umzusetzen sein müssten.

### Kontroversen

#### Indizierung in Deutschland 1994–2011
In Deutschland wurde Doom nach seiner Veröffentlichung von der Bundesprüfstelle für jugendgefährdende Schriften (BPjS) aufgrund der dargestellten Gewalt indiziert. Die Prüfer waren zum Schluss gekommen, dass Doom das „reaktionsschnelle, bedenkenlose Töten menschen- bzw. tierähnlicher Gegenüber“ zum Inhalt habe. Die Tötungen würden dabei „weitgehend realistisch in Szene gesetzt.“ Die Indizierung und eine ausführliche Begründung wurden im Bundesanzeiger Nr. 100 vom 31. Mai 1994 bekannt gegeben.
Im Jahr 2011 stellte der Rechteinhaber einen Antrag auf Listenstreichung von Doom bei der Bundesprüfstelle für jugendgefährdende Medien (BPjM). Mit dem zeitlichen Abstand von rund 18 Jahren zur Erstveröffentlichung kamen die Prüfer zu dem Ergebnis, dass Doom aus heutiger Sicht nicht mehr als jugendgefährdend eingestuft werden könne. Begründet wurde dies unter anderem damit, dass das Spiel mit seiner inzwischen längst veralteten Grafik den „Eindruck von abstrakten und damit auch überdeutlich als fiktiv und als unrealistisch zu erkennenden Schilderungen“ vermittle. Doom sei heute eher von historischem Interesse und übe auf Jugendliche, die inzwischen wesentlich realistischere Computergrafik gewöhnt sind, keine besondere Anziehungskraft mehr aus. Im August 2011 wurde im Bundesanzeiger Nr. 131 vom 31. August 2011 die Listenstreichung verkündet.
In einem Artikel aus dem Jahr 2003 räumt Jay Wilbur, dann Ex-Business-Manager von id Software, im Hinblick auf Doom und Quake der deutschen Indizierungspraxis gute Absichten ein. Allerdings sei sie grundsätzlich eine Zensur und nehme den Menschen das Recht, selbst Entscheidungen zu treffen.

#### Entferntes Hakenkreuz im LevelCommand Control
Der Level Command Control (E1M4) enthielt ursprünglich eine räumliche Struktur, die in der Draufsicht die Form eines Hakenkreuzes hatte. John Romero erklärt hierzu, er habe mit dem Hakenkreuz auf Wolfenstein 3D anspielen wollen. Nachdem id Software etliche Beschwerden darüber erhalten habe, insbesondere einen Beschwerdebrief eines Veteranen, habe er die Form abgeändert. Somit ist das Hakenkreuz ab der Version 1.4 von Doom nicht mehr vorhanden.

#### Amoklauf in Columbine
Die beiden vom Psychologen Peter Langman als geisteskrank eingestuften Täter, die sich im Jahr 1999 des versuchten Bombenanschlags und durchgeführten Amoklaufs mit Toten und Verletzten an der Columbine High School schuldig gemacht hatten, hatten zuvor Doom gespielt und auch Level erstellt. Zudem verglich einer der beiden die geplante Tat in einem Schreiben unter anderem mit seinen Spielerlebnissen in Duke Nukem 3D und Doom. Dies warf bei vielen Berichterstattern und einigen Eltern die Frage auf, inwieweit Videospiele die Täter beeinflusst haben könnten.
John Carmack, seinerzeit als offizieller Sprecher für id Software tätig, ließ die Vorwürfe unkommentiert. John Romero hingegen gibt in seiner Autobiografie zu bedenken, dass Abertausende Fans Doom-Level mit der Unterstützung von id Software kreiert hätten, ohne danach Gewalttaten verübt zu haben. Er glaube nicht, dass Gewalt in Videospielen zu gewalttätigen Vorkommnissen im echten Leben führe, denn nach Gewaltdarstellungen in Filmen, Fernsehen, Büchern und Gemälden käme es schließlich auch nicht zu solchen Exzessen. Es sei daher beschämend, Unterhaltungssoftware für einen Massenmord verantwortlich zu machen. Romero verweist stattdessen auf Peter Langmans Aussage, wonach Doom und Duke Nukem 3D „zur falschen Zeit am falschen Ort“ gewesen seien.
Die Studie von Charlotte N. Markey und Patrick M. Markey, den Amoklauf erwähnend, kommt zu dem Schluss, dass bei der Abschätzung des Einflusses von Gewaltdarstellung eines Videospiels auf eine Person deren vorhandene Persönlichkeitszüge beachtet werden müssten. Die diese Studie erwähnende Metastudie von Christopher J. Ferguson über 101 Studien kommt im Jahr 2015 zu dem Schluss, dass der Einfluss von Videospielen auf die Aggression, psychische Gesundheit, das gesellschaftliche Verhalten und die akademische Leistung bei Kindern und Jugendlichen von nur geringer Wirkung sei. Der Autor weist außerdem darauf hin, dass unbedachte Äußerungen einzelner Wissenschaftler die Glaubwürdigkeit des Fachgebiets langfristig beschädigen könnten.

### Wissenschaftliches Interesse
Doom wurde für wissenschaftliche Arbeiten herangezogen. Zu deren Themen zählen Maschinelles Lernen sowie die Auswirkung der Realitätsnähe von Videospielen auf das Interesse an ihnen, ihren hinterlassenen Eindruck bei Spielern und das Erzeugen von Aggression.
Auch berichtet die US-amerikanische Spielezeitschrift Next Generation in ihrer Ausgabe vom Oktober 1995 im Zusammenhang mit den Auswirkungen von Computerspielen auf den Menschen über das Auftreten von Übelkeit bei einigen Doom-Spielern und empfiehlt in diesem Fall, das Spielen zu beenden.